# Sóc Kavkaz
Sóc Kavkaz, tên khoa học Sciurus anomalus, là một loài động vật có vú trong họ Sóc, bộ Gặm nhấm. Loài này được Gmelin mô tả năm 1778.

## Hình ảnh

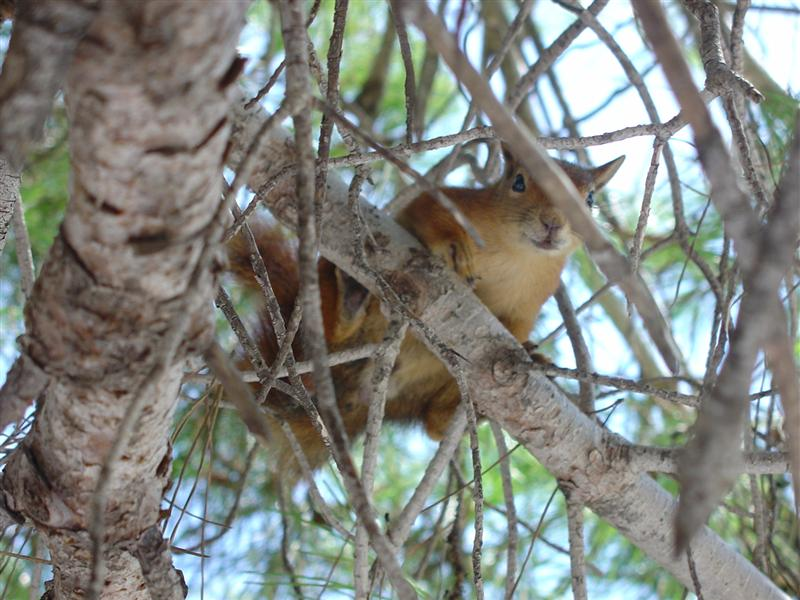
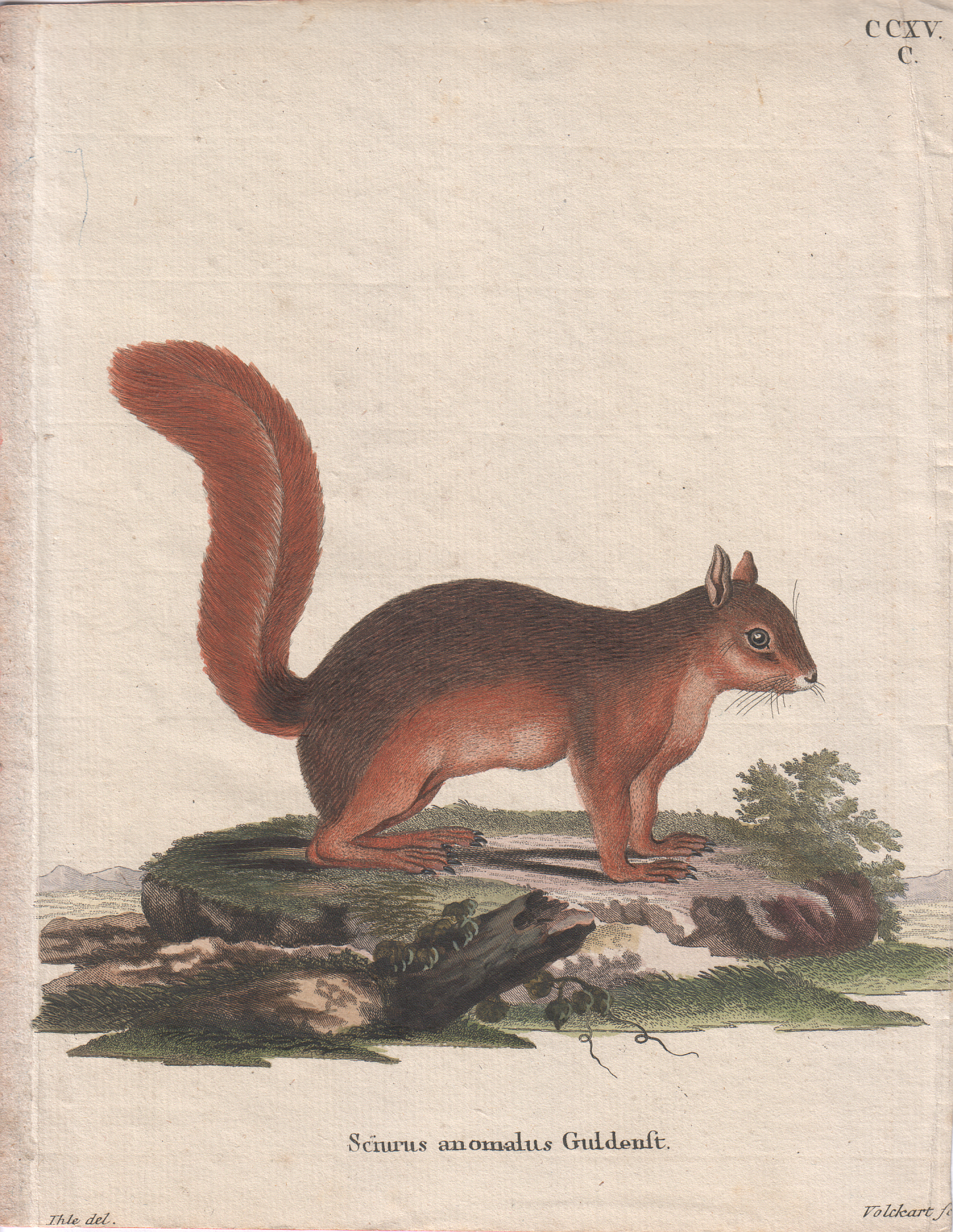
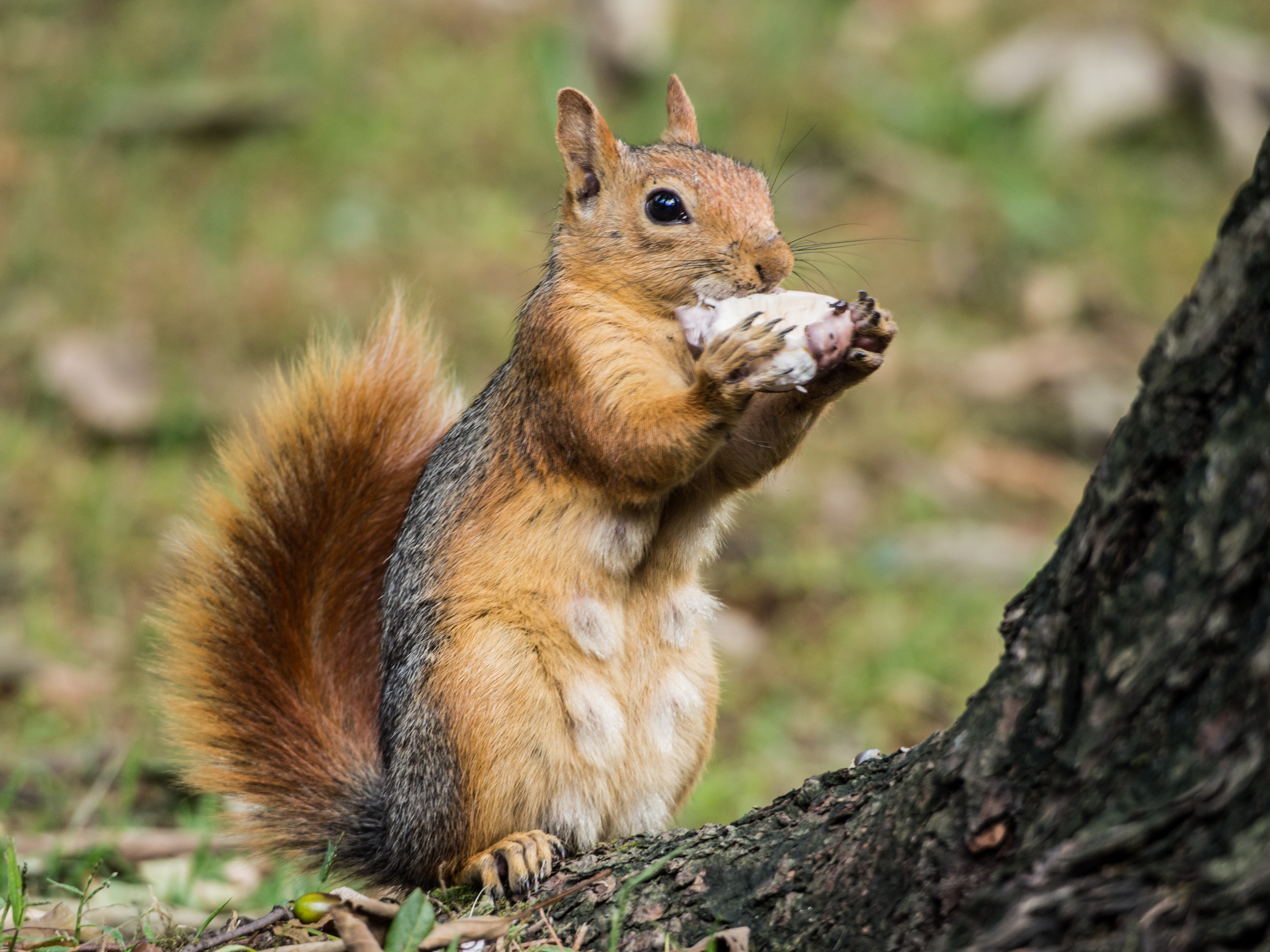